# San José de las Fuentes
San José de las Fuentes är en ort i Mexiko.   Den ligger i kommunen San Francisco del Rincón och delstaten Guanajuato, i den centrala delen av landet, 300 km nordväst om huvudstaden Mexico City. San José de las Fuentes ligger 1 809 meter över havet och antalet invånare är 134.
Terrängen runt San José de las Fuentes är en högslätt. Runt San José de las Fuentes är det mycket tätbefolkat, med 1 135 invånare per kvadratkilometer. Närmaste större samhälle är San Francisco del Rincón, 10,8 km nordväst om San José de las Fuentes. Trakten runt San José de las Fuentes består till största delen av jordbruksmark.